# Júlio Raymundo da Gama Pinto

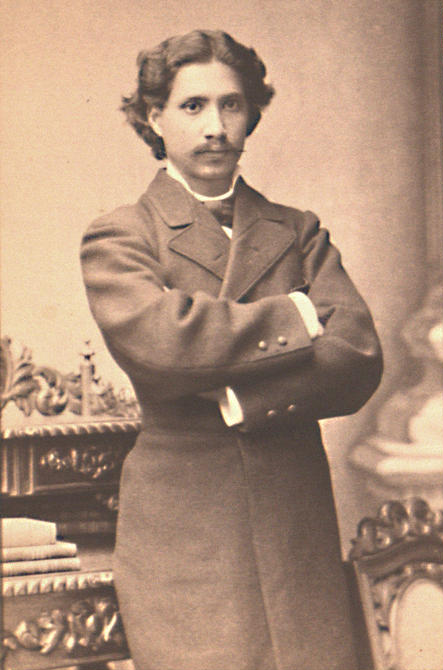
Júlio Raymundo da Gama Pinto während seiner Zeit an der Ruprecht-Karls-Universität Heidelberg

Caetano António Cláudio Júlio Raymundo da Gama Pinto (* 30. April 1853 in Saligão, Goa; † 1945) war ein portugiesischer Augenarzt.

## Werdegang
Gama Pinto kam in der portugiesischen Kolonie Goa zur Welt. Sein Vater Francisco Salvador Pinto war Präsident der Câmara Municipal von Bardez. 1872 kam er nach Portugal, um an der Königlichen Medizinischen Schule in Lissabon Medizin zu studieren. Nach seinem Examen ging er nach Deutschland, um sich unter Otto Becker an der Ruprecht-Karls-Universität Heidelberg zum Augenarzt fortzubilden. Daselbst wurde er zum Privatdozenten, später zum Professor ernannt.
1885 kehrte er nach Lissabon zurück und gründete dort drei Jahre später das Instituto de Oftamologia, das die erste Ausbildungsstätte des Landes für Augenärzte war. Es trägt heute seinen Namen.